# Meteorium flexicaule
Meteorium flexicaule là một loài Rêu trong họ Meteoriaceae. Loài này được Wilson mô tả khoa học đầu tiên năm 1854.